# Dard (rivière)
Pour les articles homonymes, voir Dard.
Le Dard est un torrent du massif du Jura situé dans le département du Jura, en Bourgogne-Franche-Comté, et un affluent de la Seille, donc un sous-affluent du Rhône par la Saône.
Des stromatolithes sont présents dans cette rivière.

## Géographie
Le Dard est long de 2,1 km ; il prend sa source à environ 430 m d'altitude, dans le fond de l'une des branches de la reculée de Baume-les-Messieurs. Il circule au fond de cette branche nommée « reculée du Dard », crée la magnifique cascade de Baume-les-Messieurs puis rejoint sa confluence avec la Seille à 307 m d'altitude dans le village de Baume-les-Messieurs, dans une zone de conjonction de trois branches de la reculée.

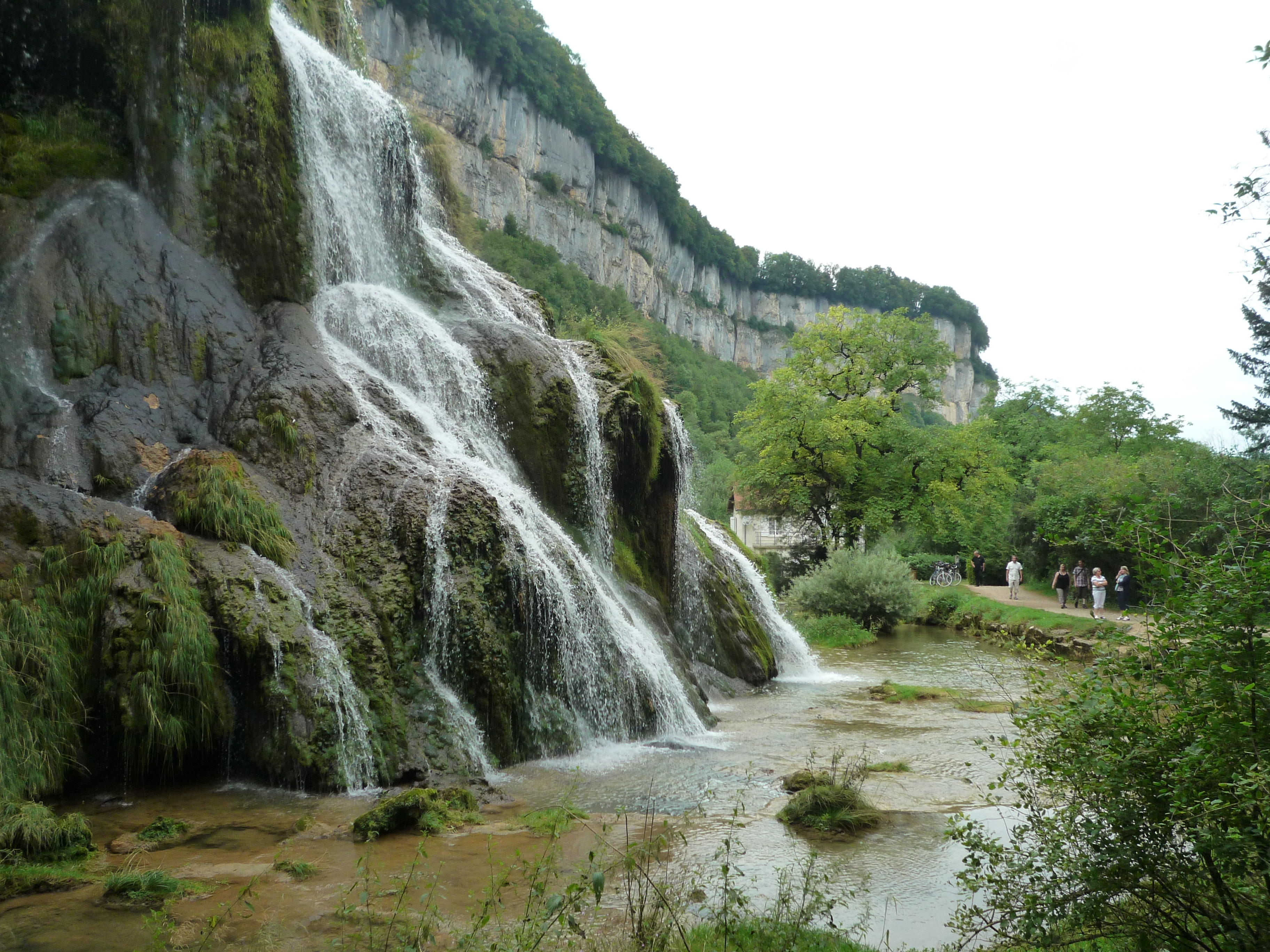
Cascade du Dard

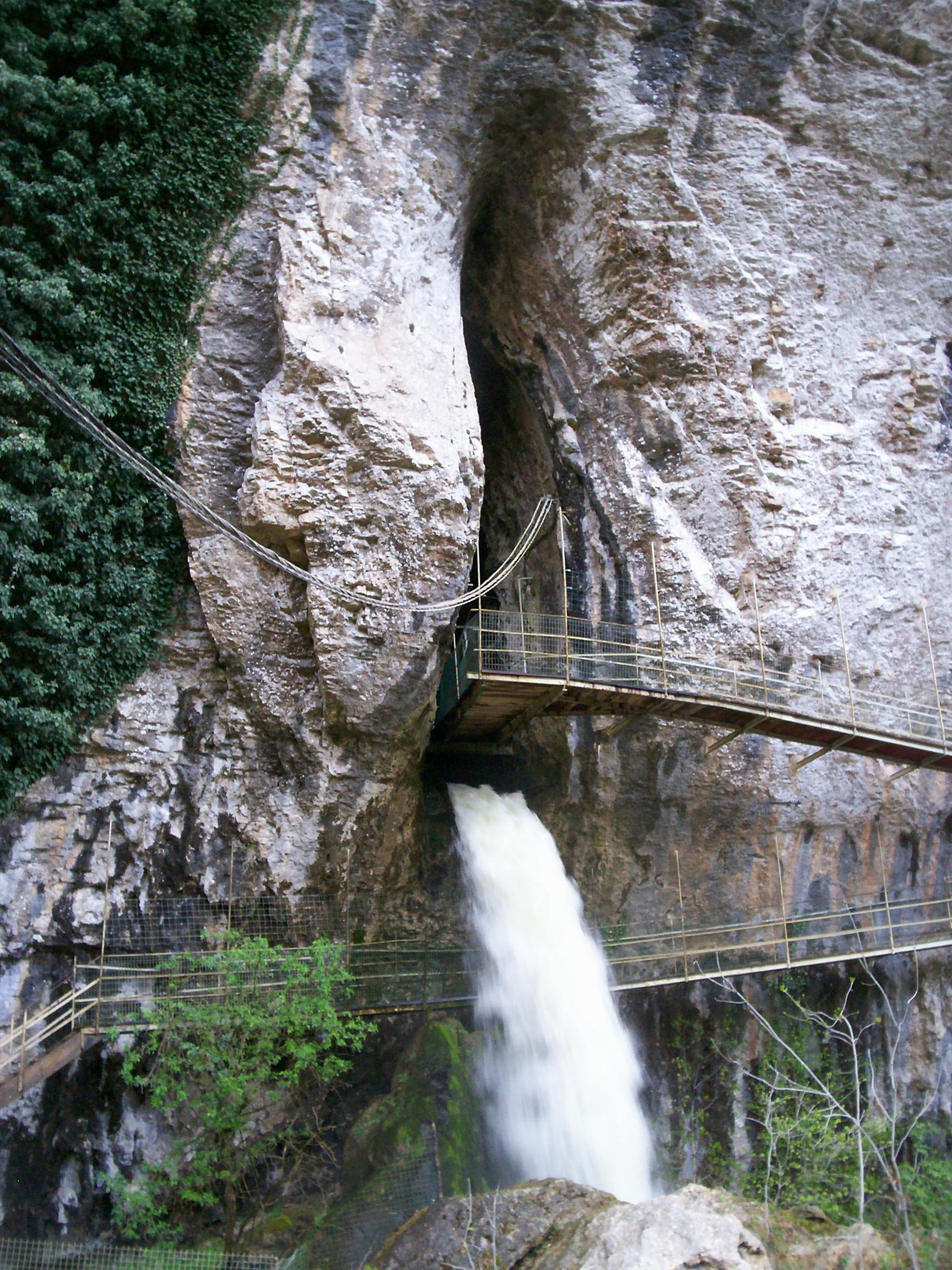
Source du Dard.